# تومي موراي (لاعب كرة قدم بريطاني)
تومي موراي (بالإنجليزية: Tommy Murray)‏ (14 يناير 1933 في المملكة المتحدة - ) هو لاعب كرة قدم بريطاني في مركز جناح ‏. لعب مع كوين أوف ساوث وليدز يونايتد ونادي ترانمير روفرز لكرة القدم ونادي فالكيرك وDalry Thistle F.C. ‏.